# 오모로소시
오모로소시(일본어: おもろそうし)란 류큐국의 가요집(歌謠集)이다. 1531년부터 1623년 사이에 슈리 왕부(王府)에 의해 편찬되었다. 류큐국의 옛 노래인 오모로를 모은 것이다. 히라가나 표기는 역사적 표기법에 따라 쓰며, 현대 가나 사용법에서는 おもろそうし라고 쓴다. 소시(そうし|草紙）는 히라가나에 의한 산문으로 일본 본토의 영향을 받은 명명으로 보인다. 오모로란 옛 류큐어로 "생각"을 나타내는 우무이(うむい) (일본어로는 오모이(おもい)라고 함)에서 왔으며, 제의(祭儀)에 쓰였던 특수한 말인 노리토[祝詞]였으리라 생각된다. 모두 22권으로 구성되어 있다.

## 내용
왕,노로(상급무녀),영웅,시인,항해자등의 인물을 칭송하고, 풍경,천문,전쟁,신화등이 노래의 소재이다. 그리 많지는 않으나, 남녀상열지사를 노래한 것도 있다. 총 22권의 주요 내용은 아래와 같으나 편찬시기가 들쑥날쑥해서 1권이 편찬된 이후 약 70년 정도 중단되었으며, 사쓰마의 류큐침공이후인 1613년에야 제 2권이 다시 작성되었고, 10년 후인 1623년에 나머지 20권이 한꺼번에 편찬되었다.
1. きこゑ大きみがおもろ　首里王府の御さうし　嘉靖十
2. 中城越来おもろ　首里王府の御さうし　万暦四十一年五月廿八日
3. きこゑ大きみかなし　おもろ御さうし　天啓三年癸亥三月七日
4. あおりやゑさすかさの　おもろ御さうし　天啓三年癸亥三月七日
5. 首里天きやすへあんじおそいがなし　首里おもろの御さうし　天啓三年癸亥三月七日
6. 首里大君せんきみ君がなし　もゝとふみあがりきみの　つんしのおもろ御さうし　天啓三年癸亥三月七日
7. 首里天きやすへあんじおそいがなし　はひのおもろ御さうし　天啓三年癸亥三月七日
8. 首里天きやすへあんじおそいがなし　おもろねやがりあかいんこが　おもろ御さうし　天啓三年癸亥三月七日
9. 首里天きやすへあんじおそいがなし　いろ／＼のこねりおもろ御双紙　天啓三年癸亥三月七日
10. ありきゑとのおもろ御さうし　天啓三年癸亥三月七日
11. 首里ゑとのおもろ御さうし　天啓三年癸亥三月七日
12. いろ／＼のあすびおもろ御さうし　天啓三年癸亥三月七日
13. 舩ゑとのおもろ御さうし　天啓三年癸亥三月七日
14. いろ／＼のゑさおもろ御さうし　天啓三年癸亥三月七日
15. 首里天きやすへあんじおそいがなし　うらおそいきたたんよんたむざおもろの御さうし　天啓三年癸亥三月七日
16. 首里天きやすへあんじおそいがなし　勝連具志川おもろの御さうし　天啓三年癸亥三月七日
17. 恩納より上のおもろ御さうし
18. 首里天きやすへあんじおそいがなし　志ま中おもろ御さうし　天啓三年癸亥三月七日
19. ちゑねんさしきはなぐすくおもろ御さうし　天啓三年癸亥三月七日
20. こめすおもろの御さうし　天啓三年癸亥三月七日
21. くめの二ま切おもろ御さうし　天啓三年癸亥三月七日
22. みおやたいりおもろ御さうし

※「／＼」=되풀이 부호

## 표기양식
히라가나를 주로 쓰고, 약간의 한자가 섞였다. 짧게는 2줄부터 길게는 40줄에 달하는 운문으로 댓구를 활발히 활용하하여 류카(琉歌)의 원류를 이룬다. 또한 현대 오키나와어에 없는 옛말이 꽤 많다.

## 사료적 가치
류큐국의 민속을 아는데 반드시 필요한 1급 사료이다. 류큐학의 창시자인 학자 이하 후유(伊波普猷)는 오모로소시의 해독과 번역을 중심작업으로 삼았다. 이 책의 해독을 통해 류큐국 제의 양상을 알 수 있고, 제정일치 사회임을 파악하는 여러 단서들을 발견할 수 있었다. 큰줄기로서의 해독은 완료되었으나, 세부 사항에서는 아직 해석이 미흡한 부분도 많다.

## 참고 문헌
- 外間守善 校注『おもろさうし』（岩波文庫上下、2000年）

上 ISBN 4-00-301421-9、下 ISBN 4-00-301422-7

## 같이 보기
- 이하 후유
- 류큐학